# Marcos Rojo
Pour les articles homonymes, voir Rojo.
Marcos Rojo, né le 20 mars 1990 à la Plata, est un footballeur international argentin qui évolue au poste de défenseur à Boca Juniors.

## Biographie

### Carrière en club

#### FK Spartak Moscou
En décembre 2010, après deux saisons passées à Estudiantes, il signe pour cinq ans dans le club russe du FK Spartak Moscou. Le montant du transfert est estimé à deux millions d'euros.

#### Sporting CP
L'été 2012, il s'engage avec le Sporting Portugal malgré l'intérêt du rival, Benfica.

#### Manchester United
Le 19 août 2014, il signe à Manchester United. Il y marque son premier but le 4 mars 2017 lors de la réception de l'AFC Bournemouth après une passe décisive d'Antonio Valencia, mais ne peut empêcher le match nul.

#### Boca Juniors
Le 30 janvier 2021, il signe à Boca Juniors.

### En équipe d'Argentine

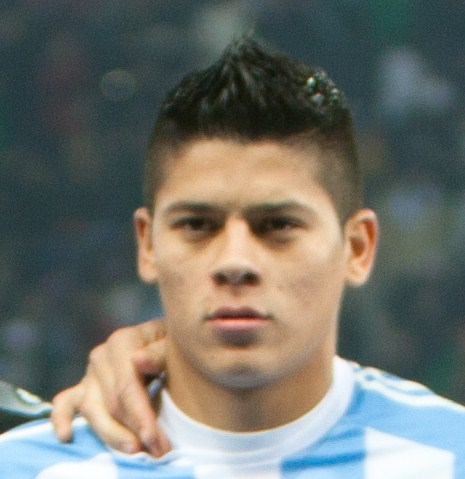
Marcos Rojo en 2011 avec la sélection argentine

Le 9 février 2011, lors du match amical Portugal-Argentine (1-2) au stade de Genève, il connaît sa première sélection avec l'Albiceleste.
Avec la sélection, il s'impose comme un titulaire et est sélectionné pour la Coupe du monde 2014. Lors de cette compétition, il inscrit son premier but sous le maillot de l'Argentine, le but de la victoire face au Nigeria lors de la dernière journée de la phase de groupes. L'Argentine atteint la finale le 13 juillet 2014 dont il est titulaire contre l'Allemagne. Il joue la totalité de la rencontre mais son équipe s'incline à la suite d'un but de Mario Götze dans la prolongation.
Le 26 juin 2018, lors du dernier match du groupe D de la Coupe du monde en Russie, il inscrit un but décisif face, encore une fois, au Nigeria, qui permet à l'Argentine de se qualifier pour la phase à élimination directe. Lors du huitième de finale face à la France, il provoque un penalty après une faute sur Kylian Mbappé à la 13e minute du match (défaite 4-3),.
Il honore sa dernière sélection avec L'Albiceleste, le 9 octobre 2019 face à l'Allemagne en match amical (score 2-2).

## Palmarès
- Estudiantes de La Plata
  - Championnat d'Argentine de football : 2010 (ouverture)
  - Copa Libertadores : 2009
- Manchester United
  - Vainqueur de la Coupe d'Angleterre : 2016
  - Vainqueur de la Community Shield : 2016
  - Vainqueur de la Coupe de la Ligue anglaise de football : 2017
  - Vainqueur de la Ligue Europa : 2017

## Statistiques

### Statistiques détaillées
| Saison                | Club                  | Championnat           | Championnat | Championnat | Coupe nationale | Coupe nationale | Coupe de la Ligue | Coupe de la Ligue | Supercoupe | Supercoupe | Compétition(s) continentale(s) | Compétition(s) continentale(s) | Compétition(s) continentale(s) | Total | Total |
| Saison                | Club                  | Division              | M.          | B.          | M.              | B.              | M.                | B.                | M.         | B.         | Comp.                          | M.                             | B.                             | M.    | B.    |
| 2008-2009             | Estudiantes           | Primera División      | 6           | 1           | -               | -               | -                 | -                 | -          | -          | CL                             | 1                              | 0                              | 7     | 1     |
| 2009-2010             | Estudiantes           | Primera División      | 18          | 0           | -               | -               | -                 | -                 | -          | -          | CL+CS                          | 5+1                            | 0+0                            | 24    | 0     |
| 2010-2011             | Estudiantes           | Primera División      | 19          | 2           | -               | -               | -                 | -                 | -          | -          | -                              | -                              | -                              | 19    | 2     |
| Sous-total            | Sous-total            | Sous-total            | 43          | 3           | -               | -               | -                 | -                 | -          | -          | -                              | 7                              | 0                              | 50    | 3     |
| 2010-2011             | Spartak Moscou        | Premier League        | -           | -           | 2               | 1               | -                 | -                 | -          | -          | C3                             | 5                              | 0                              | 7     | 1     |
| 2011-2012             | Spartak Moscou        | Premier League        | 8           | 0           | 1               | 0               | -                 | -                 | -          | -          | C3                             | 1                              | 0                              | 10    | 0     |
| Sous-total            | Sous-total            | Sous-total            | 8           | 0           | 3               | 1               | -                 | -                 | -          | -          | -                              | 6                              | 0                              | 17    | 1     |
| 2012-2013             | Sporting CP           | Primeira Liga         | 24          | 1           | -               | -               | 2                 | 0                 | -          | -          | C3                             | 7                              | 0                              | 33    | 1     |
| 2013-2014             | Sporting CP           | Primeira Liga         | 25          | 4           | 1               | 0               | 2                 | 1                 | -          | -          | -                              | -                              | -                              | 28    | 5     |
| Sous-total            | Sous-total            | Sous-total            | 49          | 5           | 1               | 0               | 4                 | 1                 | -          | -          | -                              | 7                              | 0                              | 61    | 6     |
| 2014-2015             | Manchester United     | Premier League        | 22          | 0           | 4               | 1               | -                 | -                 | -          | -          | -                              | -                              | -                              | 26    | 1     |
| 2015-2016             | Manchester United     | Premier League        | 16          | 0           | 4               | 0               | 1                 | 0                 | -          | -          | C1+C3                          | 4+3                            | 0+0                            | 28    | 0     |
| 2016-2017             | Manchester United     | Premier League        | 21          | 1           | 4               | 0               | 5                 | 0                 | 1          | 0          | C3                             | 10                             | 0                              | 41    | 1     |
| 2017-2018             | Manchester United     | Premier League        | 9           | 0           | 1               | 0               | 1                 | 0                 | -          | -          | C1                             | 1                              | 0                              | 12    | 0     |
| 2018-2019             | Manchester United     | Premier League        | 5           | 0           | 0               | 0               | 0                 | 0                 | -          | -          | C1                             | 1                              | 0                              | 6     | 0     |
| 2019-2020             | Manchester United     | Premier League        | 3           | 0           | 0               | 0               | 2                 | 0                 | -          | -          | C3                             | 4                              | 0                              | 9     | 0     |
| Sous-total            | Sous-total            | Sous-total            | 76          | 1           | 13              | 1               | 9                 | 0                 | 1          | 0          | -                              | 23                             | 0                              | 122   | 2     |
| 2019-2020             | Estudiantes (prêt)    | Primera División      | 1           | 0           | 0               | 0               | -                 | -                 | -          | -          | -                              | -                              | -                              | 1     | 0     |
| Sous-total            | Sous-total            | Sous-total            | 1           | 0           | 0               | 0               | -                 | -                 | -          | -          | -                              | -                              | -                              | 1     | 0     |
| 2020-2021             | Manchester United     | Premier League        | 0           | 0           | 0               | 0               | 0                 | 0                 | -          | -          | C1                             | 0                              | 0                              | 0     | 0     |
| Sous-total            | Sous-total            | Sous-total            | 0           | 0           | 0               | 0               | 0                 | 0                 | -          | -          | -                              | 0                              | 0                              | 0     | 0     |
| 2020-2021             | Boca Juniors          | Primera División      | 0           | 0           | 0               | 0               | -                 | -                 | -          | -          | C1                             | 0                              | 0                              | 0     | 0     |
| Sous-total            | Sous-total            | Sous-total            | 0           | 0           | 0               | 0               | -                 | -                 | -          | -          | -                              | 0                              | 0                              | 0     | 0     |
| Total sur la carrière | Total sur la carrière | Total sur la carrière | 177         | 9           | 17              | 2               | 13                | 1                 | 1          | 0          | -                              | 43                             | 0                              | 251   | 12    |

### Buts internationaux
| 0   | Date         | Lieu                                               | Compétition                            | Résultat | Adversaire | Détail | Détail         | Détail | Sél. |
| --- | ------------ | -------------------------------------------------- | -------------------------------------- | -------- | ---------- | ------ | -------------- | ------ | ---- |
| 1er | 25 juin 2014 | Estádio Beira-Rio, Porto Alegre, Brésil            | Premier tour de la Coupe du monde 2014 | V 2-3    | Nigeria    | 50e    | du pied droit  | 2-3    | 25e  |
| 2e  | 30 juin 2015 | Estadio Municipal de Concepción, Concepción, Chili | Demi-finale de la Copa América 2015    | V 6-1    | Paraguay   | 15e    | du pied gauche | 1-0    | 37e  |
| 3e  | 26 juin 2018 | Stade Krestovski, Saint-Pétersbourg, Russie        | Premier tour de la Coupe du monde 2018 | V 1-2    | Nigeria    | 86e    | du pied droit  | 1-2    | 58e  |